# Іменно-літерне явище

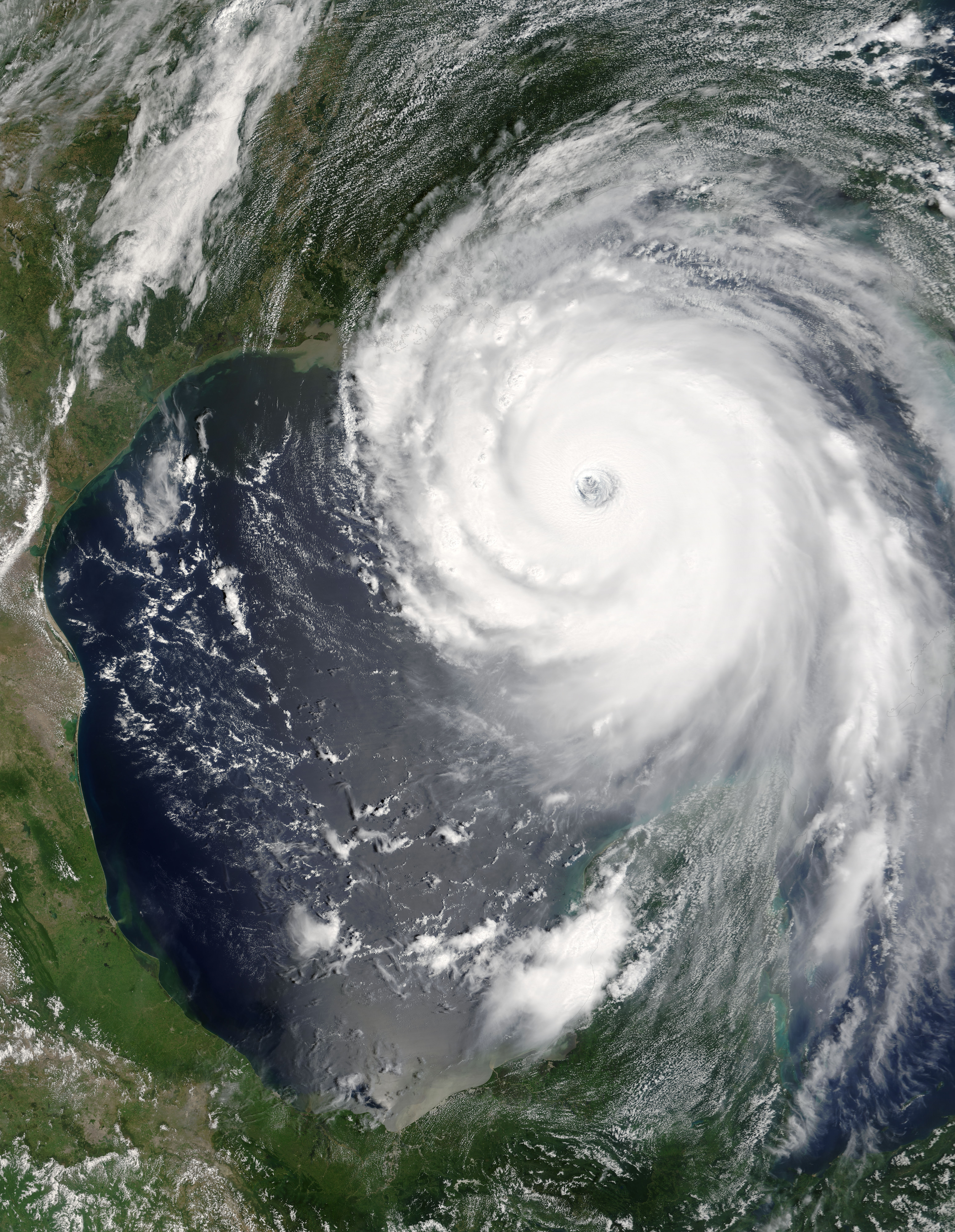
Ураган Катріна. Люди з літерою К в їхніх іменах пожертвували більше на подолання наслідків стихійного лиха.

Іменно-літерне явище — схильність людей надавати перевагу літерам, що містяться в їхніх іменах понад іншими літерами абетки. Незалежно від того, чи досліджуваних просять скласти щабельник із усіх літер абетки, оцінити кожну літеру окремо, вибрати з двох букв ту, яка їм більше подобається, або обрати набір літер, що їм більше до вподоби, середньостатистичному досліджуваному більше подобаються літери, що їх містить їхнє ім'я. Важливим є й те, що досліджуваним невідомо, що вони обирають літери зі свого імені. Відкрите 1985 року бельгійським психологом Джозефом Наттіном, іменно-літерне явище відтак було відтворене в десятках досліджень, що вивчали людей із понад 15 країн, використовуючи різні алфавіти. Тенденція не відрізняється залежно від віку чи статі. Особи, що багато років тому змінили свої імена, надають перевагу літерам як із своїх нинішніх, так і з колишніх імен, понад іншими літерами абетки. Явище є найбільш показовим із літерами, що входять до ініціалів досліджуваних осіб, однак і без них решта літер із імен і прізвищ здобувають перевагу понад неіменними літерами.